# 新世紀エヴァンゲリオンの登場人物
新世紀エヴァンゲリオンの登場人物（しんせいきエヴァンゲリオンのとうじょうじんぶつ）では、日本のアニメーション作品『新世紀エヴァンゲリオン』および『ヱヴァンゲリヲン新劇場版』、その他派生作品に登場する架空の人物について記述する。
- 使徒については使徒 (新世紀エヴァンゲリオン)を参照。
- 汎用人型決戦兵器についてはエヴァンゲリオン (架空の兵器)を参照。

登場人物の誕生日は、カヲル・ケンスケ・トウジなどの例外を除き、担当声優の誕生日と同じである。年齢は特記なき場合、テレビ版、旧劇場版、『新劇場版:序』、『新劇場版:破』におけるものであり、『新劇場版:Q』『シン・エヴァ』ではそれぞれ14歳加齢している。
登場人物の名前は大日本帝国海軍の軍艦名からとられたものが多く、海に関する用語からもとられている。クラスメートの名前は村上龍の小説『愛と幻想のファシズム』からとられている。

## 主要EVAパイロット
碇シンジ（いかり シンジ）
声 - 緒方恵美
本作品の主人公。14歳。EVA初号機（新劇場版では初号機、第13号機）パイロット（サードチルドレン・第3の少年）。

綾波レイ（あやなみ レイ）
声 - 林原めぐみ
本作品のヒロインの一人。データ上は14歳。EVA零号機パイロット（ファーストチルドレン・第1の少女）。
『ヱヴァンゲリヲン新劇場版』では、Mark.09のパイロットである別個体・アヤナミレイ（仮称）が『Q』から登場する。

惣流・アスカ・ラングレー（そうりゅう アスカ ラングレー）
声 - 宮村優子
本作品のヒロインの一人。14歳。EVA弐号機（新劇場版では2号機、3号機）パイロット（セカンドチルドレン・第2の少女）。
『ヱヴァンゲリヲン新劇場版』では、式波・アスカ・ラングレー（しきなみ アスカ ラングレー）として『破』から登場する。

渚カヲル（なぎさ カヲル）
声 - 石田彰
EVA弐号機（新劇場版ではMark.06、第13号機）パイロット（フィフスチルドレン）。15歳。正体は第17使徒タブリス（新劇場版では第1の使徒であるが、『Q』で第13の使徒へ堕とされる）。

真希波・マリ・イラストリアス（まきなみ マリ イラストリアス）
声 - 坂本真綾
本作品のヒロインの一人。新劇場版『破』から登場する新キャラクター。EVA仮設5号機、8号機パイロット。年齢不詳だが学生服姿でも登場する少女として描かれる。

## 特務機関NERV（ネルフ）
葛城ミサト（かつらぎ ミサト）
声 - 三石琴乃
特務機関NERV戦術作戦部作戦局第一課所属。EVAの戦闘指揮官。シンジの保護者兼直属の上司。1986年12月8日生まれの29歳。『Q』以降は、反NERV組織ヴィレの艦艇「AAA ヴンダー」の艦長。43歳。

赤木リツコ（あかぎ リツコ）
声 - 山口由里子
特務機関NERV技術開発部技術局第一課所属。「E計画」担当・エヴァンゲリオン開発総責任者。スーパーコンピューターシステム「MAGI」の管理・運営担当者。1985年11月21日生まれの30歳。
加持・ミサトとは大学時代からの友人。コーヒーを愛飲しており、かつヘビースモーカー。猫が好きで小物を集めている。飼い猫がおり多忙のため祖母に預けていたが、第23話で死亡した。
MAGI開発者の赤木ナオコの娘であり、コンピューター技術者としては母譲りの優秀な技能を持ち、仕事に関しては時に冷徹とさえ思える姿勢でこなすが、一方で碇ゲンドウと愛人関係にあった。ゲンドウを愛していながらも、母もゲンドウの愛人であることも知っており、母を「女（＝愛人）」として気に食わないと思いながらも、それでいて優れた科学者と尊敬していたことから、愛憎が交じり合う複雑な感情を抱えている。また、母の人格を移植したMAGIを母と同一視していた。大学時代から頭髪を金髪に染めている。左目の下に印象的な泣きぼくろがあり、第9話では加持から「悲しい恋をしている」「（なぜなら）涙の通り道にほくろのある人は一生泣き続ける運命にある」と口説きの種にされる。
NERVの持つ数々の秘密を知る者の1人であり、冬月と共にゲンドウを支え彼の計画を推進することを己の役割としている。NERV内において、レイの次にゲンドウに近くいる人物だった。しかし第23話でゼーレに召喚された際にキールからレイの身代わりと告げられたことで憎悪をつのらせ、シンジとミサトにダミーシステム（=レイ）の秘密を暴露した上で破壊。その後はNERV内で拘禁されていたが、旧劇場版第25話でのMAGIに対するクラッキングに対し防御作業を実施する。第26話ではセントラルドグマでゲンドウを待ち受け、復讐と愛を貫くためにMAGIごと自爆しようとしたが、カスパーが命令を拒絶したために失敗し、逆に射殺された。その際、ゲンドウから言葉を掛けられるが、小さな笑みを浮かべて「嘘つき…」と呟いている。
漫画版では葛藤が強調されており、「女としての自分なんていらない」「母さんのようには絶対ならない」と、女としての自分を捨てようとしていた反面、シンジと親密になったレイに対して「父親と息子を一度に手玉に取ろうとするなんて」と嫌味をいった挙句、反論したレイを感情的になって絞殺しかけた。その後、シンジとミサトに「綾波レイの容れ物」を見せ、それらを壊した直後に泣き崩れた。人類補完計画の発動に際してゲンドウと対峙した際に、劇場版と同じように拳銃で撃たれるも即死してはおらず、レイに見捨てられたゲンドウのスキを突いて彼の喉を撃ち抜き、MAGIの中にある「母親としてのナオコ」を許したと同時に、自分とその心の中にある「女としてのナオコ」の分も復讐を果たして事切れた。その後、彼女自身の遺体がL.C.L.化している描写がある。
新劇場版ではゲンドウとの愛人関係はなく、それにともないレイとの関係も良好になっている。NERVの裏にあるゲンドウの計画とも無関係であり、14年後の『Q』においては髪型をベリーショートにしており、反NERV組織WILLEの戦艦「AAA ヴンダー」の副長を務める。『シン』では、冒頭のユーロNERV支部解放作戦から登場し、コア化し、赤く染まったパリの地でマヤやミドリといったWILLEのメンバーたちとコア化したパリを元に戻すという作戦の指揮を執った。その後はミサトたちと共にNERVとの最終決戦に望む。ミサトとの会話の途中でいきなりゲンドウの頭部を撃ち続ける目的優先の毅然とした態度を示した。
『新世紀エヴァンゲリオン2 造られしセカイ -another cases-』では、ゲンドウとの密会（と見られるシーン）の後、シンジをはじめ全NERV関係者である男性を手玉に取っていき、最終的にゲンドウに対して優位的立場を獲得するシナリオがある。
名前の由来は、大日本帝国海軍航空母艦「赤城（あかぎ）」と、庵野秀明の中学校時代の友人。
碇ゲンドウ（いかり ゲンドウ）
声 - 立木文彦
特務機関NERV最高司令官。碇ユイの夫で、シンジの実父。妻の姓である碇姓を使用しており、旧姓は六分儀（ろくぶんぎ）。1967年4月29日生まれの48歳。
使徒迎撃、人類補完計画実行を担う組織の長として、時として非情な判断をも下す、冷徹で無慈悲な印象の人物。表向きは上位組織であるゼーレの意に従っているが、EVAに接触し消滅した妻に再び会うべく極秘裏に独自の計画を進めていた。第8話で加持が横流ししたアダムの肉体を右手に移植し、これを用いてリリスの魂を持つレイとの融合を経て地下のリリス（肉体）と融合しユイの魂と再会することを目指していた。しかし旧劇場版第26話では右手をレイに融合させたところで拒絶され、アダムを持ち去られてしまう。最終的に、ユイ、カヲル、レイの幻影と対話する中で自分が他人を恐れていたことを自覚し、シンジを拒絶していたことに対して謝罪を口にした後に「初号機に上半身を食われる」というイメージで補完された。
第21話の冬月の回想によれば、1999年時でも面識のない冬月も噂を知っているほどの人物だった。2000年、葛城調査隊に参加し南極にいたが、セカンドインパクトの前日に全資料と共に脱出。2002年の国連のセカンドインパクト調査団には冬月と共に参加する。その後はゼーレの実行部隊として人工進化研究所およびゲヒルンの所長、そして特務機関NERVの最高司令官を務めることになる。
冬月のことはユイの紹介で知り、自身が警察に留置された際に身元引受人に指定して対面。冬月からの第一印象は「嫌な男」であり、「面白い男ではあるが好きにはなれない」と評された。セカンドインパクト後、真実を暴くべく人工進化研究所に乗り込んできた冬月に対して、ジオフロントとEVAの存在を明かし組織に引き込む。
ユイとは1999年かそれ以前から交際しておりセカンドインパクト前後に結婚するが、冬月の仲間内ではユイの才能とバックボーンのゼーレが目的だと噂されていた。しかしEVAとの接触実験でユイが消滅した後は、ゲンドウは再びユイに会うためにあらゆる手段を講じていくことになる。
赤木ナオコやその娘リツコとはその才能を利用するべく肉体関係を持ったが、これがいつ頃からかは劇中では示されない。ただしナオコからはユイが消滅する以前から好意を寄せられていたようである。
実の息子であるシンジとは別居していたが、幼少期に離別したらしいことや「先生」という人物の下に預けたこと、3年前に共にユイの墓参りをしたこと程度しか描写されない。関係も良好とはいえず、呼び寄せた後も同居はせず会話を持ちかけたり病院に見舞うこともなかった。旧劇場版第26話にて、シンジを傷つけるのを恐れて遠ざけていたと吐露する。
一方、レイに対しては優しい表情を見せ、彼女の起動実験失敗の際には、自身の負傷をかえりみず彼女を助けたこともある。ゲンドウから話かけたり、病院に見舞いに行くなどシンジとは対照的に積極的に関係を持っていた。しかしゲンドウが彼女に求めたのはユイの下へ自らの魂を導く方舟としての役割であり、旧劇場版第26話では拒絶された結果思い描いていたものとは異なる結末を迎えることになった。
アスカに対しては直接の会話シーン自体がない。第22話では窮地に陥った弐号機に対し「今失うのは得策ではない」とした上でロンギヌスの槍を衛星軌道に投棄する口実として救出を命じたほか、第23話では「囮ぐらいには役に立つ」と発進を指示している。
漫画版では原作以上に冷酷な性格の人物として登場。シンジに対し「私を理解しようなどと思うな」と吐き捨てたり、戦略自衛隊のNERV本部襲撃の際はシンジを救助しつつも「親としての愛情を覚えたことはなく、むしろユイの愛情を奪った存在として憎悪の念すら抱いていた」と公言しており、最初から最後までシンジを道具扱いしていた。また、レイに対して温和な態度を向けるのは、彼女をユイに重ねているためであることが明かされている。アダムについては、経口で摂取した結果、起動実験失敗の事故からレイを助けた時の火傷の痕が残った「最も醜い場所」である左手に宿ったとしており、自らの意思でA.T.フィールドを発する場面もある。ターミナルドグマにおいてリツコと対峙して拳銃で撃つくだりは劇場版と変わらないが、漫画版ではリツコが即死しておらず、レイに見捨てられた直後にリツコから喉を銃で撃たれ致命傷を負う。念願だったユイとの再会を果たした際、シンジに親子の触れ合いを行わなかったことを後悔すると同時に、心の奥底では彼を我が子として想っていた事実を再確認し、シンジが生きてくれることを強く望みながら息絶えた。ユイ曰く「生命の理に背いた」という理由で補完をされなかったが、補完を否定したシンジの前にユイと共に現れている。なお、アニメ版と漫画版におけるゲンドウ本人の性格の違いについては、貞本曰く「（ある意味で）悲しい人間」として描いたためであるという。
『新世紀エヴァンゲリオン 鋼鉄のガールフレンド2nd』では、シンジとの親子関係はさほど荒んではいない模様。ユイとは中学生時代に出会い、カヲルの導きで彼女と結ばれている。
『碇シンジ育成計画』では、原作とも全く違う教育熱心かつユニークな性格で、冷徹な様子もなく、シンジの良き父となっている。普段から恐妻家でユイに頭が上がらず、家では常に新聞を読んでいる。
新劇場版ではユイの旧姓は綾波とされており、法制度が現実と同等ならゲンドウの姓は元から碇である。旧世紀版と基本的な描写は変わらないが、シンジとの和解を願って食事会を行おうとするレイの提案を（ユイの面影を見てではあるが）受け入れたり、ダミーシステムの使用を巡って決裂しNERVを去るシンジを「大人になれ」と諭す、戻ってきたシンジの姿勢にたじろぐなど、孤独なイメージとは違った様子を見せた。しかし冬月に対する最後の呼び掛けが呼び捨てであったり、アスカやレイをあくまで自身の計画のための駒として扱うなど、シンジ以外に対してはより冷酷に描かれている。旧世紀版で冬月の回想として語られた過去は自身の回想としてより過去から語られた。幼少から親の愛を受けられず、周囲の大人に振り回されてきたため他人との交流を避け、勉学と音楽に没頭する日々を送っていた。しかしユイと出会い、自身を受け入れてくれた彼女に強く依存してしまい、失った彼女と再会することに執着するようになる。シンジと別離した理由も、子供を自身への罰と捉え、関わらないことが贖罪であり子供のためになると信じたためとされた。シンジの持つS-DATはかつてゲンドウが使い、別離の際に残していったものであるという描写が追加されている。『Q』では、眼鏡をゴーグル状のサングラスに変えている。カヲルからは「リリンの王」と呼ばれている。人類補完計画の実行理由も「亡きユイに会う」という目的であることは共通しているが、アダムの代わりに加持が入手した「ネブカドネザルの鍵」を用いて自ら人を捨て、神に等しい存在になった。冬月は「ゲンドウの生き様を息子のシンジに見せることは、シンジのためになる」と考えている。『シン』でのゲンドウの素顔は監督の前田真宏のアイデアで、「目は魂の窓」であるためもはや人間の目線を持っていない、後戻りできない感じを出すためだという。
『新世紀エヴァンゲリオン2』の結末の一つに、シンジとの和解・親子関係の修復があり、休日に釣りに誘い、たどたどしいながらも親子らしい会話と今までの自分を改めて生きていく決意を抱き、物語の幕を下ろす（唯一、NERV襲撃・サードインパクトが起きない幕引きである）。
旧姓は天体や物標の高度、水平方向の角度を測るための道具、六分儀に由来。名前は『エヴァ』以前に形にならなかった別の企画から。モデルは『謎の円盤UFO』のストレイカー司令官。
冬月コウゾウ（ふゆつき コウゾウ）
声 - 清川元夢
特務機関NERV副司令官。60歳。誕生日は4月9日。趣味は将棋。数少ないゲンドウの理解者でもあり、彼の本当の目的を知るただ1人の人物。主にNERVの実務面（本部建設の指揮や第3新東京市の政務など）を担当しているが、ゲンドウの不在時は代わって作戦指揮を執る。第23話で尋問のために加持の手引きによってゼーレに拉致されるが、同じく加持によって解放された。旧劇場版ではセントラルドグマへ向かったゲンドウの代わりに戦自対応の指揮を執り、最後は「碇、お前もユイ君に会えたのか？」とゲンドウへ問いかけながらユイの幻影を迎え入れて補完された。
第21話の回想によれば1999年時は京都のある大学の教授で、形而上生物学を研究していた。このころユイやゲンドウと出会う。セカンドインパクト後は豊橋でモグリの医者をしており、ゲンドウの推薦で国連のセカンドインパクト調査団に参加。現地での経験から公式発表に疑念を抱き、真実を暴くべく独自の調査を経て人工進化研究所へ乗り込むも本当の真実を開示された結果彼らへの助力を決める。
NERVでの序列はゲンドウより下だが、彼のことは「碇」と呼び捨てにしている。ゲヒルンに加わって以降は、一回り年下のゲンドウに「冬月」と呼び捨てにされていたが、劇場版でゲンドウは最後にセントラルドグマに向かう際に「冬月先生」と呼んだ。
ユイとは同僚からの学生の紹介として出会ったが、その後は2人でハイキングに行くなど親しい仲になる。ユイからもEVA建造の本当の目的を明かすなど信頼を寄せられていたようである。旧劇場版第26話でL.C.L.に還元される直前にはユイの幻影を見ており、この時に見た幻影はその人物の想い人であるという解釈に基づいて「ユイへ好意があった」と解説されることが多い。
EVAパイロットに対して特別関心はないようだが、第9話でシンジとアスカにパイロットの本分を直接諭したことはある。ただしレイについては、ビデオフォーマット版第23話で「俺の絶望の産物」と述べている。
新劇場版においての立場は旧世紀版とほぼ変わらないが、碇ユイへの好意の描写は無く、かつての自分の教え子たち（ユイやゲンドウら）の願いを叶えるために行動していたことが『シン』のマリとの会話で明らかになった。パイロットたちとの接触はほとんどなくなっているが『Q』においては、シンジを将棋に誘い、その席で綾波レイとシンジの母ユイとの関係、EVAの開発初期における秘密を語るなど、物語の場面を動かすキーパーソンとしての役割が与えられている。『シン』では戦艦NHGを操艦しフォースインパクト阻止を目指すWILLEと交戦、発動までの時間稼ぎと儀式のお膳立てを担った。その後、NHGの主機たるEVA・オップファータイプ3機をマリに引き渡し、自身は儀式に加わることなくL.C.Lと化し死亡した。
『新世紀エヴァンゲリオン2 造られしセカイ -another cases-』における彼のシナリオでは、ユイへの想いがより強く描かれており、大学時代に読んだユイの論文（人類補完計画の雛形とも言える理論）を元に「精神と肉体の分離」を自らを実験台に試みる。この実験によって自らの意思でヒトの精神世界にアクセスする術を身につけ、そこでユイとの再会を果たす。最終的に現世を捨てて精神世界にとどまり、ユイと共に人類の行く末を見届けることを決意する。残された肉体はL.C.L.へと還元された。
名前の由来は、大日本帝国海軍秋月型駆逐艦「冬月」。名のコウゾウについては、語呂の良さからついたもので由来はない。外見・容姿は声を演じた清川本人がモチーフとなっている。モデルは『謎の円盤UFO』のフリーマン副官。
伊吹マヤ（いぶき マヤ）
声 - 長沢美樹
特務機関NERV本部オペレーターで、階級は二尉。NERV本部技術開発部技術局一課所属。1991年7月11日生まれの24歳。技能はリツコも認めるほど優秀で、戦闘時はEVA関連のモニタリングや遠隔制御を担う。第13話ではMAGIに侵入した第11使徒イロウルに対する対抗プログラムをリツコと共に作成した。
仕事に対しては非常に真面目だが潔癖性なきらいがあり、第11話でエレベーター内で加持とミサトが倒れこんでいたところを見て「不潔」と言い捨てたり、第14話でダミーシステム計画に異を唱えたり、旧劇場版第25話では戦自への反撃に拒絶的な反応すら見せた。第18話など戦闘による残虐さに耐えられなかったり、旧劇場版第26話では起こる事象に対して対応できずパニックに陥るなど精神的な脆さも目立つ。
上司であるリツコに尊敬や強い憧れを抱いており、普段は「先輩」と呼ぶ。補完計画発動の際はリツコの幻影と抱き合いながらL.C.L.に還元された。
作中では完全な脇役であるが、エヴァブームのころはアニメ雑誌『アニメージュ』の人気投票では頻繁に上位にランキング入りするなど人気を博し、VHS版07巻のジャケットにも登場している。パチンコ・パチスロの液晶演出においてはほぼ一人でオペレート部分を担当している（他オペレーターも画面に登場するが、ほとんど活躍していない）。
PSP用ゲームソフト『新世紀エヴァンゲリオン2 造られしセカイ -another cases-』のマヤシナリオ「若草の頃」においては、摂食障害を患い、日常的に過食嘔吐を繰り返しているという設定がなされている。
新劇場版では、『破』まではオペレーターとしての役割に変化はなかったが、『Q』ではヴィレの一員となり、ヴンダーの整備長を務める。テレビ版・旧劇場版を含め、それまではNERVという組織の中での最後輩として指示を受ける一方の位置づけのキャラクターであったが、『Q』からは組織内のユニットリーダーとして厳しい口調で部下たちを率いている。「これだから、若い男は」が口癖。
名前の由来は、大日本帝国海軍航空母艦「伊吹」、大日本帝国海軍高雄型重巡洋艦3番艦「摩耶（まや）」、および、『帰ってきたウルトラマン』のMAT隊長伊吹竜。
日向マコト（ひゅうが マコト）
声 - 結城比呂
特務機関NERV本部オペレーターで、階級は二尉。NERV本部中央作戦司令部作戦局第一課所属。年齢は不詳だが20代。メガネをかけている。やや軽口なところがあり、しばしば上司であるミサトに咎められている。第12話ではNERV本部に第9使徒マトリエルの出現を知らせるべく選挙カーを乗っ取って車ごと本部内に突入したり、第24話では諜報部へのサーバ侵入や同僚からの無断借用で情報収集するなど大胆な面もある。
直属の上司であるミサトに好意を持っており、第24話で本部自爆の指示を出したミサトにさりげなく「いいですよ、あなたと一緒なら」と自らの好意を伝えた。劇場版においては、ミサトの幻影によって補完された。
『新世紀エヴァンゲリオン 鋼鉄のガールフレンド特別編』の追加エンディングでは、自分がミサトに好意を抱いていることと「ミサトさんと2人だけの秘密を持った」と恋人関係になったことをシンジに明かしている。
新劇場版でも一貫してオペレーターを務めているが、『Q』ではヴィレの一員となり、ヴンダーの艦橋要員を務める。旧NERV時代からの先任として部下を率いる立場となっている。
苗字の由来は大日本帝国海軍伊勢型戦艦2番艦「日向」。名前の由来については、命名した庵野も思い出せないという。
青葉シゲル（あおば シゲル）
声 - 子安武人
特務機関NERV本部オペレーターで、階級は二尉。NERV本部中央作戦室付オペレーター。年齢不詳だが20代。誕生日は5月5日。趣味はエレキベース。
外見中の特徴は肩につく程度に伸びている長髪。本編で唯一名前を呼ばれることのなかった主要キャラクターで、『序』DVDの付属リーフレットでも登場した主要NERV職員中唯一記載がなかった。性格や個性の描写も劇中ではほとんどないが、同僚のオペレーター仲間の伊吹や日向とはよく絡む。作戦指揮をNERV本部の外で行った第6話・第10話などでは作戦指揮所に随行しないのも、他のオペレーターとの差になっている。旧劇場版第25話ではパニック状態の伊吹を叱咤するシーンがある。
旧劇場版26話にて人類補完計画が発動した際、伊吹・日向・冬月はそれぞれの想い人の姿をしたアンチA.T.フィールドによってL.C.L.に還元されたが、青葉だけは1人怯えながら綾波レイの姿をしたアンチA.T.フィールドの大群によって無理矢理L.C.L.化された。この様子が印象的であったため、劇場版公開後に出版された『アニメージュ』1997年9月号ではこの場面をネタにした投稿が多数寄せられた。
セガサターン用ゲーム『新世紀エヴァンゲリオン 2nd Impression』では、ミサトの依頼によってシンジたちが文化発表会のために再結成した地球防衛バンドの指導のために第一中学を訪れ、トウジにギターテクニックを伝授するという展開がある。
新劇場版においても日向同様の経緯をたどっているが、『Q』以降では顎髭を生やすなど若干容姿が変更されている。また所属は『序』ではNERV本部中央作戦司令部情報局第二課、『破』ではNERV調査部情報局第一課所属と変更になっている。
名前の由来は、大日本帝国海軍青葉型重巡洋艦1番艦「青葉」と、井上ひさし原作による岡本喜八の映画『青葉繁れる』。
加持リョウジ（かじ リョウジ）
声 - 山寺宏一
特務機関NERV特殊監査部所属。1985年6月17日生まれの30歳。以前はドイツ支部にてアスカの保護責任者を務めており、第8話で彼女に随伴し来日した。
一見飄々としていて陽気なプレイボーイであり、暇さえあればNERVの女性職員に見境なく声をかけている。表向きはNERV特殊監査部所属の一介の職員であるが、同時に日本政府のスパイであり、さらにゼーレがゲンドウを監視するために送り込んだ「鈴」でもあった。セカンドインパクトの真実を知りたいと強く願っており、三重スパイとしての活動もそれゆえである。胎児状に復元されたアダムを碇ゲンドウに横流しするなど、単なるスパイとしての情報収集だけでなく、実行部隊としての活動も請け負っていたようである。そしてゲンドウは彼がスパイであるということを知りながらもそれを咎めたりせず、むしろいいように泳がせて利用しており、当の加持もそのことを承知の上で好き放題にふるまっていた。しかし「鈴」としての役割を十分に果たさなかったためゼーレから不信を抱かれ、第21話において拘束した冬月を無断で解放したことが決定打になり暗殺された。調べ上げた「真実」は、ミサトに託された。
ミサトとリツコとは大学時代からの友人であり、特にミサトとは恋人同士だった時期もある。一度は関係を断つが、同じNERV本部における同僚となり、セカンドインパクトの真相を追い求める同志を経て再び恋仲となる。アスカからは何度か好意をアピールされているが、子供だからといって構うことすらない。普段の生活では、NERV施設（ジオフロント）内でスイカを育てている。リツコとは「リョウちゃん」「リっちゃん」と呼び合う仲でもある。
漫画版では、加持自身の過去や、ミサトの恋人になったいきさつが語られている。特にシンジに対しては大きな助言・指導を行い、後の彼の行動に多大な影響を及ぼす。ダミーシステムによりトウジが死亡した後、ダミーシステムを発動したゲンドウがトウジを殺したとして逃げるシンジを加持が叱咤激励し、彼が再びエヴァに乗る決心をさせ、同時に嫌悪する父・ゲンドウと対峙する機会を作るきっかけを作った。しかし、アスカに対しては憧れの対象とされながらもあまり良い影響を与えることはなく、彼の対応がアスカの感情を空回りさせる一端を担い、アスカの精神汚染の被害を助長してしまうが、人類補完計画発動時はアンチA.T.フィールドとして彼女の前に現れ補完した。
新劇場版では『破』から登場。NERV主席監察官の地位にある。物語開始時点で仮設5号機パイロットのマリと知り合いであり、仮設5号機が急造品であることを詫びている。しかし、その直後にあっさりとベタニアベースを脱出。その後NERV本部に現れるくだりはテレビ版とさほど変わらないが、先の事件が5号機を葬るために彼が工作していたことが示され、持参した重要物品は胎児状のアダムではなく「ネブカドネザルの鍵」と呼ばれる物品に変更されている。EVAパイロットとその同級生たちを海洋生物研究所の社会見学に招待し、セカンドインパクト前の海洋生物や海の水を見学させ、命について教えるなど、教師的な存在としても描かれている。他にもシンジに対してキスをしようとしてからかうなどお茶目な一面もある。ジオフロント内でスイカを育てているのも同様であり、シンジに缶コーヒー一本で畑仕事を手伝わせた。この時シンジを諭した後、「葛城を守ってくれ」と頼んでいる。テレビ版とは異なり、アスカとは面識がない。海洋生物研究所で一度顔を合わせてはいるものの、興味すら抱かれておらず、本編を通して会話もしていない。
『Q』では登場せず、『シン』においてサードインパクトを止めるべく自ら犠牲となったことが判明。その後カヲルの補完シーンで、司令服を着用したカヲルを「渚司令」と呼び親しげに会話する様子が描かれたが、カヲルを司令と呼ぶ理由、彼の相手が加持であった意味については劇中では示されなかった。
2021年7月11日の『シン・エヴァンゲリオン劇場版𝄇 フィナーレ舞台挨拶』において、『破』の後ゲンドウと冬月がNERVを追われ、復権するまでの間にカヲルが司令、加持が副指令に就いていたことが明かされた。復権後はNERVを離れてWILLEの支援組織KREDITに移ったという。
『新世紀エヴァンゲリオン2』の彼のシナリオでは、すべての真相を知った後、ゼーレに戦いを挑むためにミサトに見送られ、単身で旅立つ。その後、ミサトのシナリオではすべてが終わった後、彼女のもとへ帰ってきている。シンジへの恋愛指南の際、普段のイメージと違う「女装」をやってのけるお茶目な一面を見せるシナリオもある。
名前の由来は、船のパーツである舵と成田美名子の漫画の主人公。中国版での漢字表記は「良治」である。漫画版での愛車は、初代ロータス・エランで、『新世紀エヴァンゲリオン 鋼鉄のガールフレンド』では、アルファロメオ1750GTVである。

## SEELE（ゼーレ）
キール・ローレンツ（ゼーレ01）
声 - 麦人
秘密結社ゼーレの中心人物で、人類補完計画の最高指導者であり、NERVを陰で操る老人。年齢は不詳（企画書では67歳）。バイザーを常に装着している。半身が機械化されている。
セカンドインパクト発生前から既に碇ゲンドウとは関わりがあったようである。使徒殲滅の任務や人類補完計画の推進という重要な案件をゲンドウに任せていたことからも、彼にある程度の信頼を置いていた。ゼーレにおいてはモノリスナンバー01として、その中心的役割を担う。
物語が進むにつれてゲンドウの真の目論見との齟齬が目立つようになり、第23話で完全に決裂した後は渚カヲルをNERV本部へ送り込む。劇場版では戦略自衛隊を裏から操ってNERVへ侵攻させ、さらにEVA量産機たちも投入させる。最終的に自らの思い描いていた補完を迎え、満足のうちにバイザーと機械部分を残してL.C.L.と化した。
新劇場版ではキールという個人名は一切登場せず旧作におけるキールに相当する人物はゼーレ01としてクレジットされている。当初から人類補完委員会議長ではなくゼーレのメンバーとして登場する。人間としての姿は見せず、登場時はモノリスの立体映像を通じた音声のみである。『Q』では、ゼーレのメンバーは「人類とは別の、人類に文明を与えた生命体」として描かれており、終盤で、意識をデータ化してモノリスに移植し、生き永らえていたことが判明。ゲンドウとの関係は良好であり、サードインパクトの発生によって自分たちの目的は達成されたため、以降の人類補完計画はゲンドウに任せると言い残し、冬月に電源を落とされて機能停止した。
『新世紀エヴァンゲリオン バトルオーケストラ』では、キール自らがゼーレ所属のエヴァンゲリオンパイロットたちに対し、通信で指示や命令を与えたりしている。
名前の由来は、船の部品である竜骨（キール）と動物行動学者のコンラート・ローレンツ。

## WILLE（ヴィレ）
『ヱヴァンゲリヲン新劇場版:Q』より登場する、反NERV組織。メンバーはイメージカラーである青い色のバンダナを身につけている（主に左上腕部に巻いている）。一般人も参加している急造組織のため、機械類の操作に慣れていない描写がある。
鈴原サクラ（すずはら サクラ）
声 - 沢城みゆき / 長沢美樹（ゲーム『新世紀エヴァンゲリオン2』）
鈴原トウジの妹。旧世紀版では小学校2年生で、トウジやケンスケのセリフで触れられるのみで外見や名前は不明。第3使徒戦に巻き込まれて負傷し入院、トウジが度々見舞いに訪れていたが、なかなか退院できずにいた。その後トウジのEVA3号機搭乗と引き換えに、NERV本部の医学部に転院した。トウジがシンジを殴ったことに説教するなど、気の強さを窺わせる描写がある。
漫画版では負傷箇所は頭となっており、傷は顔に達していた模様。ゲーム『新世紀エヴァンゲリオン2』でも顔の傷に触れている会話が存在しており、また同ゲームではトウジと会話を繰り広げる声で出演を果たした。設定上では鈴原ナツミという名前を与えられているが、ゲーム本編ではトウジに名前を呼びかけられておらず、また本文にもナツミの文字はない。
新劇場版でも同様に初号機の初戦に巻き込まれ負傷して入院するが、その後完治し退院。この時初めて画面に登場した。この負傷箇所は不明だが顔に傷があるようには見受けられない。
14年後ではWILLEに所属しヴンダークルーとして登場、シンジの管理担当医官で階級は少尉。天真爛漫かつ礼儀正しい性格で、普段は標準語だが興奮したり気が緩むと関西弁で話す。腕に青いバンダナを巻いている他のメンバーと違い、唯一ゆるく首に巻いている。ミドリからは呼び捨てられ、またルームメイトであることも窺われた。第3村に残るトウジら家族からの写真と手紙をアスカから直接受け取り、涙している。
シンジに対しては、かつて自分が使徒の襲撃から救われたこと、シンジによってニアサードが引き起こされ多くの人が死んだが、そもそもシンジがいなければ自分たちも死んでいたであろうことから愛憎入り混じった感情を抱いているが、根本ではシンジのことを深く案じている。エヴァに乗ることでシンジが傷つくことを危惧し、彼が再度初号機に乗ろうとすると、銃を突き付けてまで止めようとした。
2021年4月に『Q』のキャラクターの中で設定画がいち早くTwitter上で公開された。
高雄コウジ（たかお コウジ）
声 - 大塚明夫
ヴンダーの艦橋要員で機関長。ガタイのいいスキンヘッドの男性。加持の知り合いで彼を信用しており、「加持が信じた艦長（ミサト）をどこまでも信じる」と話す。NERVからの反乱時に複数の仲間を失った過去があり、ヤマト作戦を前に「死んだ仲間の分」としてバンダナを複数本身に着けている。
長良スミレ（ながら スミレ）
声 - 大原さやか
ヴンダーの艦橋要員で操舵担当。褐色肌の女性。生真面目な性格で、総員退艦を命じられた際には一度はミサトを置いていくにしのびず戻ろうとしてコウジに制止された。
多摩ヒデキ（たま ヒデキ）
声 - 勝杏里
ヴンダーの艦橋要員で動力と船体担当。痩せ型の男性。
北上ミドリ（きたかみ ミドリ）
声 - 伊瀬茉莉也
ヴンダーの艦橋要員で索敵と艤装作業担当。ピンク色の髪にたらこ唇の女性。ニアサードインパクトで両親を失ったことからシンジを憎んでおり、ヤマト作戦失敗後に初号機に乗ろうとするシンジに対して銃を向けたが、ミサトやシンジの決意を前に「明日生きることだけを考えよう」とサクラに諭して他のクルーとともに避難した。
「シン・エヴァンゲリオン劇場版」の映像ソフト版特典映像「EVANGELION:3.0(-46h)」では、ヴィレに入る前の過去が語られる。
両親を失った後、徐々に地上を覆い尽くしていくL結界から逃れるために一人で放浪生活を送っていたが、一体のエヴァンゲリオン・インフィニティに襲撃されかけたところをアスカとマリに救助された。その際にアスカの激励を受けて「世界をこんな風に変えた奴を一発殴る」ためにヴィレへ入ることを志した。髪の毛は元々は黒髪だったが、インフィニティの体から飛散した体液を頭に浴びた影響でピンク色に染まったことが判明している。

## 第壱中学校の生徒
鈴原トウジ（すずはら トウジ）
声 - 関智一
第3新東京市立第壱中学校2年A組におけるシンジのクラスメートで、新劇場版では出席番号12番。テレビ版ではエヴァンゲリオン3号機パイロット（フォースチルドレン）。住所は神奈川県第3新東京市仙石原5-22-24。関西弁を喋る熱血漢。一人称は基本的に「ワイ」もしくは「ワシ」。2001年12月26日生まれの14歳(新劇場版で個人情報が表示された際には生年月日は載ってない)。身長165cm。本籍地は大阪府堺市南野田298-2。血液型B型。父親や祖父もNERVの関係者である。
いつも黒いジャージ姿で登場している。EVA初号機の戦闘で妹が負傷した際は、シンジに辛く当たっていたが、後にシンジと和解し友人になる。シンジを「センセ」と呼ぶ。アスカやヒカリからは、シンジ・ケンスケ共々「3バカトリオ」と呼ばれる。初対面でのやり取りから、アスカからは毛嫌いされていて、しばしば口喧嘩する。実はミサトに憧れている。学生生活においてもジャージ姿に運動靴を履いているが、実はかなり運動が苦手である。いつも強がっているが、第3新東京市で繰り広げられるエヴァンゲリオンや使徒の戦闘にいつも怯えている。後にエヴァンゲリオン3号機のパイロット（フォースチルドレン）に選ばれ、妹を設備の良い病院に転院させることを条件として承諾する。プラグスーツの色は緑色）。起動実験の際、バルディエルの寄生により暴走したEVA3号機と共にダミープラグの攻撃を受け、左足を失う重傷を負ってしまった。なお、劇場版では脚本・絵コンテ段階までは、第24話の直後にドイツへの疎開が決定し、シンジに最後の挨拶を交わしにくるトウジとケンスケの姿が描かれる予定であったが、最終的にカットされた。
漫画版では、本籍の欄に「M78」と表記されている。起動実験前日に、シンジにエヴァに乗ることへの恐怖を吐露する。その後ダミープラグの攻撃を直接受けてしまい、死亡が確認された。この事件が原因でシンジはゲンドウを拒絶するようになり戦線離脱した。彼自身の死後は時折シンジの回想に登場するのみとなったが、14巻のカラーイラストでは「冬の世界」に登場している。
新劇場版では、『序』においてテレビ版と同じくシンジとの確執と和解が描かれる。『破』では、3号機の搭乗者はアスカに変更されている。そのため前述のような悲劇に遭うことはなく、妹の退院に立ち会い、妹を抱きしめて喜ぶなど元気な姿を見せている。同じく『破』でシンジやケンスケと学校帰りに寄り道し、食べたアイスの棒を見て「はずれかいな」とつぶやくシーンがある。第10の使徒襲来時はクラスメイトとともに避難し、この際戦闘による爆風からヒカリを庇っている。『Q』には未登場だが、シンジがネルフ内で支給された学生服にトウジの名前を見つけたことが、カヲルから14年前に自身が招いた災厄のことを知らされるきっかけとなる。14年後の『シン』では成人した姿で登場。ニアサードインパクト以降の苦楽を共にしたことからヒカリとの仲が深まって結婚し、妻や義父のブンザエモンと暮らして娘ツバメをもうけている。第3村ではKREDITの支援を受けて医師として働くが、独学かつ無免許であるため、「医者の真似事」と自嘲しつつも仕事には真摯に取り組んでおり、助けられなかった患者の無念も背負う気でいる。
『新世紀エヴァンゲリオン2』では3号機に愛着があるようで、自ら3号機の清掃を行っており、その際にバルディエルを発見するのだが、単なる赤いカビだと思い自分でキレイに除去した。なお、同作の最終決戦では時田シロウの熱意を高く評価している。同作のシナリオの一つ「エンジェルバスター」のプロローグでは、シンジと共に渚カヲルを説得していたことになっている。PSP版での追加シナリオでは、妹に白血病とみられる病が発症していたことが発覚する。また、同作では3号機のコアに母親が使用されていることも発覚しており、幼少時に母親がインストールのために運ばれていくのを目撃している（自ら記憶は消去していた）。
『新世紀エヴァンゲリオン バトルオーケストラ』（PSP・PS2共に）では、“難病を持つ妹の病気を治すための取り引き”としてゼーレに呼び出されパイロットとなり、使徒に寄生されNERVを襲撃。エヴァと戦闘を繰り広げることになる。
名前の由来は、村上龍の小説『愛と幻想のファシズム』の登場人物。
相田ケンスケ（あいだ ケンスケ）
声 - 岩永哲哉
第3新東京市立第壱中学校2年A組における、シンジのクラスメート（新劇場版では出席番号01番）。住所は神奈川県第3新東京市御殿場2-1398-2。軍事オタクでカメラマニア。常にビデオカメラを肌身離さず持ち歩いている。2001年9月12日生まれの14歳(新劇場版で個人情報が表示された際には生年月日は載ってない)。身長157cm。本籍地は神奈川県横浜市港北区新吉田2-1398-2。血液型A型。眼鏡をかけ、髪の色は茶色。
箱根山中に1人でテントをはって泊りがけでサバイバルゲームをしたり、休み時間の教室内で戦闘機の模型を手に飛ばす真似をして遊んだり、アスカやクラスの女子を無断で撮影して写真をトウジと共に他の生徒に売り捌く。一方で14歳とは思えぬ老成した一面や、鋭い人間観察眼を持つ。
戦闘への憧れからエヴァンゲリオンのパイロットになることを強く望んでおり、司令官であるミサトに異常に憧れている。フォースチルドレン選出の際はミサトに直談判をしたが叶わず、チルドレンであることを快く思っていないシンジからは白眼視されている。自分もエヴァ搭乗者候補の1人であったことは最後まで知らなかった。NERV職員である父親の持つ情報を興味本位に盗み見しており、アメリカ第2支部消失はシンジよりも早く知っていた。アスカにビデオカメラのレンズとメガネを破壊されたため、彼女とは仲が悪く毛嫌いされており、彼女を「自意識過剰のヤツ」と敬遠している。
漫画版では本籍が「ヘキル星」となっている。シンジが参号機の事件に関与していることを知り、シンジを気にかけながらも半ば絶交に近いまま疎開した描写がなされている。アスカに反発しながらも密かに好意を寄せていた。最終回では自分と同じく明城学院受験のために東京に来たシンジと出会い、互いに健闘を称え合う。貞本義行のTwitterによると、最終回にケンスケ本人を登場させたのには意図があるとのこと。
新劇場版では、住所は第3新東京市御殿場2-1398-2。『序』においてテレビ版と同じく、シンジとの出会いと親交が描かれている。14年後の『シン』では第3村で「何でも屋」と称して村の水源や封印境界線の監視、子供たちへの教育などを担っており、村はずれの無人駅を改築した住居に住んでいる。ヴィレともつながりがあり、村の情報や鈴原家からのサクラへの私信をやり取りしている。アスカによれば「どんな時でも（朝の）6時起床」で働きに出る勤勉な青年である。ニアサードインパクト後、一度は共に生き延びた父親を事故で失っている。そのサバイバル技術にはトウジたちも助けられた。フォースインパクト後、シンジたちを第3村へ迎え入れて、カヲルの死のショックで廃人同然となっていたシンジが立ち直るのを見守る。14年の間にアスカと良好な関係を築いており、彼女からは「ケンケン」と渾名で呼ばれ、終盤のマイナス宇宙における彼女の精神世界では、パペットと同じデザインの着ぐるみから現れ、アスカがマイナス宇宙を脱出するエントリープラグは彼の家のそばに送り届けられる。
『新世紀エヴァンゲリオン バトルオーケストラ』では、ゼーレによって憧れのエヴァンゲリオン（4号機）のパイロットに選抜されており、念願のエヴァへの搭乗に喜びの意を見せている。
名前の由来は、トウジと同じく村上龍の小説『愛と幻想のファシズム』の登場人物。
洞木ヒカリ（ほらき ヒカリ） → 鈴原ヒカリ（すずはら ヒカリ）
声 - 岩男潤子
シンジのクラスメートで、2年A組の学級委員長。同級生から「委員長」と呼ばれている。13歳。
非常に真面目な性格で、そばかすがトレードマーク。アスカとは仲が良く、デートの斡旋をしたり、アスカが家出した際は自室に泊めていた。第3新東京市から疎開の際、ミサトからペンペンを預かる。
トウジにいつも口煩く説教ばかりしているが、実は淡い恋心を抱いている。惚れた理由は「優しいから」。第18話で彼のために弁当を作ったものの3号機実験のために渡せず、第19話では辛うじて生還したトウジを見舞っている。
漫画版ではトウジへの想いが強調されている。しかし、参号機の事件によってトウジが死亡してしまい、悲恋に終わってしまった。シンジが参号機の事件に関与していることを薄々は勘づいたようで、後に「シンジにはあまり会いたくない」という旨を吐露している。
新劇場版ではトウジとの会話シーン自体がほとんどなくなってしまっているが、第10の使徒襲来時にクラスメイトとともに避難している際、トウジに爆風から庇われているシーンが追加されている。また、テレビ版では省略されたアスカとの友情のシーンが追加されている。14年後の『シン』ではトウジと結婚しており、「鈴原」姓になっている。娘ツバメを儲けて母親となっており育児や主婦業の傍らで友人の子供を預かるなど他の村人とも助け合い、アヤナミレイ（仮称）をしばらく預かり彼女の知らない言葉や感情を教えた。
名前の由来は村上龍の小説『愛と幻想のファシズム』の登場人物と新幹線「ひかり」号。
2018年、後述する「EVA新幹線」と、それに乗る碇シンジがテレビアニメ『新幹線変形ロボ シンカリオン』に登場するのに合わせて、ヒカリも登場する。声は原作同様、岩男潤子が担当（同じ回に登場する姉「コダマ」、妹「ノゾミ」については、#その他の人物を参照）。
『スーパーロボット大戦α』の一部シナリオでは、前述した彼女の「トウジに逢いたい」という（漫画版の）念願が叶っている。

## 第3村
『シン・エヴァンゲリオン劇場版𝄇』から登場する、ニアサードインパクトの生き残りが暮らす村の住人。
加持リョウジ（少年）（かじ リョウジ）
声 - 内山昂輝
加持とミサトの息子。父親とは同姓同名。母であるミサトの意向で赤子のうちに彼女と離別、両親の顔や名前も知らない。ケンスケを「先生」と呼び、コア化した地域での実験作業を手伝っている。孤独な生い立ちにもかかわらずそれを感じさせない人当たりの良い性格で、シンジともわずかな面会時間で打ち解ける。
鈴原ツバメ（すずはら ツバメ）
トウジとヒカリの娘。乳児。アヤナミレイ（仮称）に懐く。
洞木ブンザエモン（ほらき ブンザエモン）
声 - 星野充昭
洞木ヒカリの父で、娘夫婦と同居している。意気消沈し第3村に来たシンジが、村では貴重な食事をふるまわれながら食べようとしないことに怒る。

## 母親たち
碇ユイ（いかり ユイ）
声 - 林原めぐみ
シンジの実母で、ゲンドウの妻。ゲンドウが人類補完計画に力を注ぐ原因の人物でもある。1977年生まれ、2004年没、享年27歳。ゼーレを後ろ盾にした出自を持つ。公的に「EVA開発のための実験中の事故で死亡」とされているが、実際はEVA初号機に肉体ごと取り込まれて同一化している。
冬月とは京都の大学に在籍した時に知り合う。良くない噂の絶えなかったゲンドウと交際、後に結婚。セカンドインパクト後に息子を産み、人工進化研究所やゲヒルンといったゼーレ関連組織で優秀な研究者としてゲンドウと共に働いていた。サードインパクトを防ぐためのEVA建造に力を注ぎ、EVA初号機との接触実験の被験者も引き受けたが、その際の事故で肉体が消滅し、その魂のみを初号機の中に残すこととなった。
明朗な性格の持ち主で、人間に対する思考は前向きそのもの。「人類の生きた証を永遠に残す」というのがEVAに取り込まれ無限に生きる存在になった彼女自身の願いである。ゲンドウを「かわいい人」と呼ぶなどその人格にかなりの理解を持っており、周りからは交際を疎まれていたが、彼とは真っ当な相思相愛の関係だった様子。
漫画版では何度か作中での描写がある他、既に家庭を築いている兄が一人いる設定を追加されている。L.C.L.還元時にゲンドウと再会した際は彼の今までの行いを悲しんだが、最後までゲンドウへの理解を示した上で、シンジの存在を快く思っていなくても親としての情があることを諭した。補完を否定したシンジの前にゲンドウと共に現れている。第14巻の描き下ろし「夏色のエデン」では彼女の大学生時代が描かれるが、明るく優秀である一方で少々抜けたところのある人物だったようである。この話において、学食でのゲンドウとの馴れ初めの他、彼女は視力が弱く元々は眼鏡を愛用していたこと、それにまつわる真希波マリとの交流が明かされた。
『新世紀エヴァンゲリオン 鋼鉄のガールフレンド2nd』では、ゲンドウとは中学生時代に出会い、カヲルの導きで彼と結ばれた過去が描かれている。
『碇シンジ育成計画』では生存しており、良妻賢母として夫と息子を支えている。
新劇場版では旧姓が「綾波」に改められている。エヴァシリーズの開発初期においてコアへのダイレクトエントリー方式を提案し、自らその被検体となった結果初号機に取り込まれた。『シン』終盤、シンジからネオンジェネシスの儀式を肩代わりし、シンジを現世に送り返す。
名前の由来はレイとの韻と、「唯」との掛詞。
赤木ナオコ（あかぎ ナオコ）
声 - 土井美加
リツコの母親。スーパーコンピューターシステム「MAGI」の開発者。MAGIの人格移植OSは彼女の人格がベースになっている。リツコの同級生たちにもその名が知られ、冬月とも以前からの知り合いであった様子が描かれている。ゲンドウとは愛人関係だったが、ゲンドウの方は科学者としての彼女を利用するために関係を持っていただけであり、男女としての情愛は全くなかった。2010年没。
娘を彼女の祖母に預けて研究に没頭する生活を送り、娘とはもっぱら手紙での交流だった。セカンドインパクト後、ジオフロントに置かれた人工進化研究所においてゲンドウの元で働き、のちにMAGIを開発、しかしMAGIが完成したその日、1人目のレイから、ゲンドウがナオコについて「ばあさんはしつこい」「ばあさんは用済みだ」と話していたと聞かされ、彼女にユイの面影を見出し、逆上して扼殺。我に返った直後「母としての部分」を移植したMAGIに向かって投身自殺した。彼女の人格を移植したMAGIのうち、「女としての部分」を移植したカスパーは第13話においては使徒イロウルのクラッキングに最後まで抗し、劇場版でリツコがMAGIごと自爆しようとした際にもリツコの命令を拒絶した。
MAGIの格納庫内部に多数の裏コードを付箋に書いて貼付けて残してあり、これが結果的に娘のイロウルとの戦いの手助けになった。そこに「碇のバカヤロー」と書かれた付箋がある。
名前の由来は庵野秀明の小学校時代の友人。
惣流・キョウコ・ツェッペリン（そうりゅう キョウコ ツェッペリン）
声 - 川村万梨阿
アスカの母親で、ゲヒルンの科学者。ドイツ人と日本人の混血。劇中一度も名前と顔は出ずシルエットのみ。1974年 - 2005年、享年31。
ユイ同様、エヴァンゲリオンへの接触実験を行うが失敗し、精神汚染により発狂、後に廃人同然となる。実は、その魂の大部分を後にEVA弐号機となるEVAの素体に残し、残余わずかの魂と肉体が弐号機からサルベージされた。入院中に女の子の人形を娘・アスカと思い込み、後にそれを道連れに縊死する。
漫画版では何度か作中での描写があり、ロングヘア・毛先に少々パーマがかかっている髪型をした女性として登場。夫とは、すでに離婚している。原作同様、大半の魂は弐号機に取り込まれており、戦略自衛隊のNERV侵攻の際アスカの精神と呼応し、アスカの復活を促した。
『碇シンジ育成計画』では、どこにでもいる母親の一人として登場しており、ユイ共々人工進化研究所の研究者としても登場。天然ボケな性格をしている。
名前の由来はドイツ海軍航空母艦「グラーフ・ツェッペリン」と、和田慎二の漫画のキャラクター。

## その他の人物
ペンペン
声 - 林原めぐみ
新種の温泉ペンギン。背中に涙滴型の何らかの装置を背負っており、首元のバンドで固定されている。胸元には金属製らしいプレートがあり、「BX293A PEN2」と刻印がある。性別はオス。ミサトの家に住み、冷蔵庫の形をした居室を与えられている。
酒が飲めて、温泉や風呂が大好き。発声こそできないものの人間の言葉の意味を理解しているようで、自分で新聞を読んだりするなど、知能は相当高い。羽先に指のような鉤爪を持つ。企画書では2歳（CR新世紀エヴァンゲリオン・セカンドインパクトでは8歳）。第23話で第3新東京市が壊滅したため、第24話で疎開する洞木家に預けられた。
漫画版では実験動物であり、処分されそうになったところをミサトに引き取られた。
『序』では、ペンギン自体がセカンドインパクトで野生絶滅し、シンジたちの世代にとっては未知の存在となっている描写がある。『破』では、シンジたちと共に海洋生物研究所の社会見学に同行。収容されている生き残った仲間のペンギンたちと挨拶を交わしている。『Q』『シン』では登場せず動向も不明だが、『シン』ではペンペンと同じ外見の温泉ペンギンの群れが第3村近くの湖に生息している。
名前は、名前の繰り返しがかわいいだろうとの考えから命名された。温泉ペンギンとのアイデアは貞本義行による。
時田シロウ（ときた シロウ）
声 - 大塚芳忠
日本重化学工業共同体代表で、エヴァンゲリオンに対抗して造られたロボット「J.A.（ジェット・アローン）」の開発責任者。J.A.完成披露宴ではNERVに対して敵意をむき出した演説をし、リツコとミサトを激怒させた。その後のJ.A.暴走時に、上の人間の指示に歯向かえず柔軟な対応がとれなかった。最終的に自らの危険も顧みずJ.A.を止めようとするミサトの姿に心打たれ、手続きを無視して停止パスワード「希望」を伝える。
『新世紀エヴァンゲリオン2』では条件を満たすと、EVA量産機との戦いにJ.A.の改修機である「ジェット・アローン改」をひっさげ、チルドレンたちの援護に駆けつける。
名前の由来は村上龍の小説『愛と幻想のファシズム』の登場人物。
老教師
声 - 丸山詠二
シンジたちの在籍する第3新東京市立第壱中学校2年A組の担任。授業中突如としてセカンドインパクトとその当時の経験談を始めるが、いつも同じ内容のため生徒は誰も聞いていない。
名前や年齢は不明であるが、テレビ版および新劇場版のスタッフクレジットでは「老教師」となっている。かつて小田原市根府川に住んでいたことから根府川先生という仮称を与えられ、漫画『新世紀エヴァンゲリオン 鋼鉄のガールフレンド2nd』でもそのように名付けられた。ゲーム『名探偵エヴァンゲリオン』では、セカンドインパクトが発生した当時、中学生時代の葛城ミサトの担任教師だったという設定が追加されている。
アスカの父
声 - 関俊彦
声のみの登場。廃人となった妻・キョウコを捨て、医師である現在の妻と再婚した。企画書では「2015年には既に死亡していた」とされているが、アニメでは言及はない。
漫画版では、キョウコが精子バンクで買った天才科学者となっている。
アスカの義母
声 - 勝生真沙子
声のみの登場。キョウコの入院先の医師であり、その当時からアスカの父親と情を交わしている。表面上アスカと親しくしているが、内心では自分を絶対的に拒絶するアスカとの親交を諦めている。ドイツからミサトの家に、国際電話をかけてきている。
漫画版では、顔も出して登場している。アスカの親戚にあたる人物であり、アスカの他に自ら産んだ子供を持つ親である。
シンジの伯父
漫画版に登場。ユイの兄で、シンジの育ての親にあたる人物。ユイの死後、ゲンドウの頼みでシンジを預かっていたが、シンジを厄介者扱いする妻子（シンジの伯母といとこ）から彼を庇いきれなかったこともあり、心を開いてもらえないまま疎遠となった。それがシンジの現在の性格を形成する、大きな要因の一つとなっている。
シンジの伯母
漫画版に登場。ユイの兄（シンジの伯父）の妻。常にシンジを気にかけてはいたが、当初からシンジを陰ながら厄介者扱いしていた。
シンジのいとこ
漫画版に登場。シンジの伯父夫婦の息子。シンジが伯父一家に預けられて間もないころ、シンジにユイの死による噂をはやし立てたことで彼の怒りを買い、喧嘩した。それが原因で母（シンジの伯母）同様、シンジには距離を置きつつ気にかけてはいたが、陰ながら厄介者扱いしていた。
洞木コダマ（ほらき コダマ）、洞木ノゾミ（ほらき ノゾミ）
声 - 岩男潤子（シンカリオン）
洞木ヒカリの2人の姉妹。姉がコダマで、妹がノゾミ。彼女たちの名前も新幹線の「こだま」号と「のぞみ」号から採られたもの。
テレビシリーズではヒカリのセリフで存在が語られるのみで、ビジュアルも存在しない。山下いくとの小説『エヴァンゲリオン ANIMA』にノゾミが登場する。また、『新世紀エヴァンゲリオン2』においてコダマは相当派手な異性関係を持っているらしいという噂がヒカリのクラスメイトたちの間で広まっている描写がある。
2015年、JR西日本とのコラボレーション企画『新幹線：エヴァンゲリオン プロジェクト』（EVA新幹線）の関連で、鶴巻和哉によって初めてコダマとノゾミのビジュアルが描かれた。コダマはカフェでバイト中の工科大学に通う20歳の大学生、ノゾミはスポーツ万能（特にサッカーが大好き）な小学生と設定されている。
2018年、『新幹線変形ロボ シンカリオン』にヒカリも登場するのに合わせ、コダマとノゾミもアニメ作品に初めて登場することとなった。彼女たちの設定はおおむねEVA新幹線のものに準じている。声は2人とも岩男潤子が演じ分けている。

## ゲーム版の人物
『シークレット オブ エヴァンゲリオン』の登場人物については当記事を参照。
山岸マユミ（やまぎし マユミ）
声 - 氷上恭子
『新世紀エヴァンゲリオン 2nd Impression』に登場。黒髪ストレートロングヘアーでメガネをかけている。14歳。
国連職員である養父の転勤に伴ってシンジたちの通う第壱中学校2年A組に転入してきた転校生。幼少時に実母は実父に殺害されている。本が好きで内向的な性格であり、同じく内向的なシンジに惹かれていく。口に出してこそ言わないがかなり毒舌。デザインや性格は意図してシンジに似せてある。ゲームでたどるルートによっては、学園祭でシンジ、トウジ、ケンスケに誘われ、彼らの組む「地球防衛バンド」にボーカルとして参加し、清楚かつ美しい歌声を披露する。
キャラクターとしての版権はガイナックスではなくセガにあるが、ガイナックス制作アニメ『これが私の御主人様』などにアスカたちと一緒にぬいぐるみとして登場したり、ガイナックス・角川文庫から刊行された鋼鉄のガールフレンド・ストーリーブックに登場したりしている。
霧島マナ（きりしま マナ）
声 - 林原めぐみ
生年月日は2001年4月11日。14歳。血液型O型。出身地は鹿児島県阿久根市。父親は水没した旧東京の干拓作業員、母親は雑誌編集者。『新世紀エヴァンゲリオン 鋼鉄のガールフレンド』『新世紀エヴァンゲリオン 碇シンジ育成計画』およびその漫画版に登場。
第壱中学校2年A組への転入生。明るく積極的な性格で、シンジに想いを寄せていく。ゲームパッケージに書かれたマナの独白文章によると、かなりのナルシストである。『碇シンジ育成計画』では、進行次第でシンジと音楽部で活動するようになる。シンジに対する呼称は「シンジくん」であり、彼からも「マナ」と呼ばれる。
戦略自衛隊の少年兵として「トライデント級」のパイロットとしての訓練を受けていたが、訓練により内臓を損傷しパイロットとしての道が閉ざされ、工作員として従事する。NERVへのスパイとしてシンジに接近するが、次第に本心からシンジに想いを寄せるようになり、任務との板挟みに苦しむことになる。
ムサシ・リー・ストラスバーグ
声 - 結城比呂
『鋼鉄のガールフレンド』に登場。戦略自衛隊の少年兵で陸上軽巡洋艦「トライデント級」のパイロット。マナ、浅利ケイタと過去を同じくする。14歳。
浅利ケイタ（あさり ケイタ）
声 - 岩永哲哉（特別編のみ）
『鋼鉄のガールフレンド』に登場。戦略自衛隊の少年兵で、陸上軽巡洋艦「トライデント級」のパイロット。14歳。マナ、ムサシと過去を同じくする。1997年に発売されたオリジナル版では台詞はなく、2006年に発売された特別編で初めて台詞がついた。
マリイ・ビンセンス
テーブルトークRPG『新世紀エヴァンゲリオンRPG NERV白書』のシナリオ「規格外の贈り物」「マリイ再び」に登場する少女。14歳。
三尉
声 - 鈴村健一（『新世紀エヴァンゲリオン 綾波育成計画』のみ）
ゲーム『新世紀エヴァンゲリオン 綾波育成計画』および『綾波育成計画withアスカ補完計画』に登場するプレイヤーキャラクター。レイもしくはアスカの教育係として、彼女たちのさまざまな個性を演出する。
阿賀野カエデ（あがの カエデ）
声 - 清水愛
ゲーム『新世紀エヴァンゲリオン 碇シンジ育成計画』と同ゲームのコミック版、および『名探偵エヴァンゲリオン』に登場。MAGIバルタザール主任オペレーター。母としての人格を移植されたバルタザールの担当らしく、家庭的な性格で優しい。
モデルは第6話や第10話で青葉の代わりに3人目のEVAオペレーターを勤めた、毛先のカールが特徴的な女性NERV職員だが、本作品ではその外見的特徴は現れていない。
大井サツキ（おおい サツキ）
声 - 山本麻里安
ゲーム『新世紀エヴァンゲリオン 碇シンジ育成計画』と同ゲームのコミック版、および『名探偵エヴァンゲリオン』に登場。MAGIカスパー主任オペレーター。ロシア系のハーフでウォトカが大好き。恋愛は一度好きになるととことん愛し抜くタイプ。
最上アオイ（もがみ アオイ）
声 - 堀江由衣
ゲーム『新世紀エヴァンゲリオン 碇シンジ育成計画』と同ゲームのコミック版、および『名探偵エヴァンゲリオン』に登場。MAGIメルキオール主任オペレーター。科学者としての人格を移植されたメルキオールの担当らしく、常に理知的で冷静。
松風ネネ（まつかぜ ネネ）
iアプリゲーム『新世紀エヴァンゲリオン外伝2 〜人形達の宴〜』に登場。第壱中学校2年A組に転入してきた転校生。精霊「サンディさん」が宿ると信じるクマのぬいぐるみを常に肌身離さず持ち歩く。
キャラクターデザインは公募した作品の最優秀作品による。
香椎エリカ（かしい エリカ）
ゲーム『名探偵エヴァンゲリオン』に登場。ネルフ鑑識課の職員だが、死徒によって殺害される。
薩摩ミミ（さつま ミミ）
ゲーム『名探偵エヴァンゲリオン』に登場。第壱中学の音楽教師（ただしこのゲーム内ではネルフ職員が教員を兼任している）で、死徒によって殺害される。
加古ナツコ（かこ ナツコ）
ゲーム『名探偵エヴァンゲリオン』に登場。第壱中学の生徒で、校舎の廊下で死徒に殺害される。
国分寺ノリオ（こくぶんじ ノリオ）
声 - 飯島肇
ゲーム『名探偵エヴァンゲリオン』に登場。新吉祥寺ボウリング店店長。アスカに犯人と疑われる、レイに店の稼ぎの悪さを皮肉られる、カヲルに店を破壊されそうになるなど、非常に不憫な扱いを受ける。
葛城ヒデアキ（かつらぎ ヒデアキ）
声 - 小川真司
ゲーム『名探偵エヴァンゲリオン』に登場する葛城ミサトの実父。通称・葛城博士。白衣に白髪の研究者然とした風貌である。セカンドインパクト時に死亡し、南極のL.C.L.の海で生命のスープと化したが、ある人物が目的のためにとある方法でサルベージした。その後、娘と再会し和解するが、後にサルベージの確率を上げるためにとられた措置により死徒と化す。
『新世紀エヴァンゲリオン 碇シンジ育成計画（漫画版）』にも、登場している。人工進化研究所の設立時のメンバーだったらしく、その関係でミサトも研究所に出入りしていた模様。設立後、失踪し健在ながらも所在不明。
『シン・エヴァ』では、人類補完計画は彼が立案したことが示唆されている。
涼波コトネ（すずなみ コトネ）
声 - 潘めぐみ
ゲーム『エヴァンゲリオン バトルフィールズ』に登場するオリジナルキャラクター。ネルフに配属されたパイロット見習い。シンジたちと同級生だが、「先輩」と呼ぶ。インターネット上での動画配信を行なっている。
天城ヒトミ（あまぎ ヒトミ）
ゲーム『エヴァンゲリオン バトルフィールド』に登場するオリジナルキャラクター。ネルフ所属のオペレーター。